# Manfred (Württemberg-Weiltingen)
Manfred von Württemberg-Weiltingen (* 5. Juni 1626 in Brenz an der Brenz; † 15. Mai 1662 in Weiltingen) war von 1651 bis zu seinem Tod Herzog von Württemberg-Weiltingen. 

## Herkunft
Manfred war ein Sohn von Herzog Julius Friedrich von Württemberg-Weiltingen und dessen Gemahlin Anna Sabina von Schleswig-Holstein-Sonderburg (1593–1659).

## Titulatur
Die Bezeichnung als Herzog von Württemberg-Weiltingen hat sich in der Landesgeschichtsschreibung etabliert. Die offizielle Titulatur zu seinen Lebzeiten war die im Haus Württemberg übliche als Herzog zu Wirtemberg und Teck, Graf zu Mömpelgard, Herr zu Heidenheim.

## Leben
Prinz Manfred verbrachte die Jahre seiner Kindheit in der Familie der Eltern in Weiltingen und Brenz. Sein Vater übernahm von 1631 bis 1633 die Regentschaft für den minderjährigen Herzog Eberhard III. von Württemberg und zog mit der Familie nach Stuttgart. Wegen der im Spätsommer 1634 für Württemberg verlorenen Schlacht bei Nördlingen, die der Regentschaft seines Vaters angelastet wurde, ging der junge Prinz Manfred mit dem württembergischen Hofstaat ins Exil nach Straßburg, wo sein Vater 1635 verstarb. 
Die Familie von Manfreds Mutter blieb noch bis 1640 in Straßburg. Mit ihr zog er dann zunächst nach Brackenheim. Für seine Ausbildung ging er nach Gotha an den Hof von Herzog Ernst dem Frommen.
Kriegsdienst entsprach nicht seinen Neigungen und er quittierte ihn auf Grund seiner labilen Gesundheit. Stattdessen interessierte er sich für das Drechsler- und Buchbinderhandwerk. Nach dem Tod seines ältesten Bruders Roderich im November 1651 trat Herzog Manfred dessen Nachfolge in dem Duodezfürstentum Württemberg-Weiltingen an. Im Oktober 1652 feierte er in Wolfenbüttel Hochzeit mit Gräfin Juliana von Oldenburg-Delmenhorst. Seither lebte er mit ihr im Schloss zu Weiltingen. Im Jahre 1660 berief das Ehepaar den aus Ulm stammenden Tobias Nißlen (1636–1710) als Hofprediger nach Weiltingen. Nißlen betätigte sich am Weiltinger Hof auch als Beichtvater, Gesellschafter und Prinzenerzieher und blieb nach dem Tod von Herzog Manfred im Dienst der verwitweten Herzogin Juliana. Es ist überliefert, dass Herzog Manfred gegen Ende seines Lebens über häufige Anfälle von Angina pectoris klagte. Seine letzte Ruhe fand er im Chor der Stiftskirche in Stuttgart.

## Familie
Aus der Ehe mit Herzogin Juliana stammten drei Söhne: 
- Friedrich Ferdinand (1654–1705), ⚭ Elisabeth von Württemberg-Mömpelgard (1665–1726), Tochter von Herzog Georg II. von Württemberg-Mömpelgard
- August (1656–1689)
- Manfred II. (1658–1688)